# 환투기
환투기(換投機)는 무역에 따른 대외 결제를 위해 행하는 것 외에 외국환 시세의 변동을 이용하여 마진을 벌기 위한 투기행위를 가리키는 단어이다.